# Barilochia
Barilochia – rodzaj błonkówek z rodziny Pergidae.

## Zasięg występowania
Przedstawiciele tego rodzaju występują w Argentynie oraz w Chile.

## Systematyka
Do  Barilochia zaliczane są 2 gatunki:
- Barilochia brunneovirens
- Barilochia longivalvula